# Campi (Alta Córsega)
Campi é uma comuna francesa na região administrativa de Córsega, no departamento da Alta Córsega. Estende-se por uma área de 5 km². 